# Station Haydon Bridge
Haydon Bridge is een spoorwegstation van National Rail in Haydon Bridge, Tynedale in Engeland. Het station is eigendom van Network Rail en wordt beheerd door Northern Rail. 